# 鳳凰女
鳳凰女（1925年10月4日—1992年12月1日），人稱「女姐」，原名郭瑞貞，廣東佛山三水人氏，港澳粵劇名伶。

## 生平
凤凰女生于1925年10月4日（乙丑年八月十七日），她自小愛好粵劇，13歲跟隨紫蘭女學藝。1939年，升為正印花旦。香港淪陷期間，跟隨多個粵劇團在內地流浪並演出。香港重光後，加入了馬師曾的勝利劇團，並在各大劇團擔任二幫花旦。1954年，在大春秋劇團擔任正印花旦。
1950年至1968年，參演電影超過250部。退出參演電影後，轉向主持電視節目。
後來，連同麥炳榮、梁醒波及譚蘭卿組成的大龍鳳劇團並擔任正印花旦，並與林家聲、陳好逑等名伶合作，成為粵劇班霸。1960年代，《鳳閣恩仇未了情》、《百戰榮歸迎彩鳳》、《花木蘭》都是鳳凰女的佳作。在《鳳閣恩仇未了情》劇目中，鳳凰女飾演入質金國的大宋紅鸞郡主，帶出連串錯摸的喜劇處境，梁醒波、譚蘭卿的諧趣演出，更使全片絕無冷場。後來，她自組鳳凰劇團，亦曾與麥炳榮另組鳳求凰劇團。
鳳凰女曾連同鄧碧雲（藍牡丹）、羅艷卿（銀牡丹）、余麗珍（紫牡丹）、吳君麗（白牡丹）、于素秋（黑牡丹）、南紅（綠牡丹）、林鳳（黃牡丹）七位粵劇女演員結義金蘭，號稱「八牡丹」，鳳為「紅牡丹」；她的徒兒有高麗和彩鸞鳳等。
1978年獲中國國民黨海工會及中華民國僑務委員會頒發海宣勳章及獎狀，表揚其對粵劇之貢獻及反共政治立場，同年亦獲中華民國政府安排與同獲表揚的新馬師曾，在臺北舉行粵曲演唱會「粵劇慈善伶王新馬師曾率鳳凰女特別演出」，並由中國電視公司在當地錄影轉播，演唱曲目包括《臥薪嘗膽》（新馬師曾獨唱）、《胡不歸之慰妻》（新馬師曾、鳳凰女合唱）、《啼笑姻緣》（新馬師曾獨唱）、《風流天子》（新馬師曾、鳳凰女合唱）。 1980年代，鳳凰女與寶人和劇團，於百麗殿演出後漸漸淡出粵劇界。丈夫林桂廉是位《成報》記者，駐啟德機場，於1967年8月23日在尖沙咀遠東大廈家中，因癌病去世，享年42歲；林之喪禮於8月25日下午3時假北角香港殯儀館出殯。
1992年12月1日，於美國三藩市家中突感呼吸困難，隨後猝死，享年67歲。及後，她以其首本名劇《鳳閣恩仇未了情》的紅鸞郡主戲裝入殮。
她生前總共育有一子二女。

## 藝名由來
據對粵劇資料素有研究的香港學者朱少璋在香港電台文教節目中提及，由於閒來侍奉師傅紫蘭女打牌，每當鳳凰女站在師傅身傍時，紫蘭女往往有糊食，同檯人都讚這位女徒弟無寶不落，有如鳳凰一樣，故此在學滿師出道時就以鳳凰女作為藝名。

## 粵劇演出
- 《月上柳梢頭》（1948年5月，非凡響劇團）（與何非凡、楚岫雲、丁公醒共演）
- 《天降火麒麟》（1953年10月，鴻運劇團）（與陳錦棠、陳艷儂、白玉堂共演）
- 《錦城脂粉賊》（1954年11月，錦城春劇團）（與陳錦棠、陳艷儂、梁醒波共演）
- 《雄寡婦》（1955年5月，同慶劇團）（與黃千歲、鄧碧雲、梁醒波共演）
- 《傾國名花》（1955年6月，艷陽紅劇團）（與新馬師曾、陳艷儂、梁醒波共演）
- 《英雄掌上野荼薇》（1956年，仙鳳鳴劇團）（與任劍輝、白雪仙、梁醒波共演）
- 《雙珠鳳》（1957年1月，麗聲劇團）（與麥炳榮、吳君麗、歐陽儉共演）
- 《雙仙拜月亭》（1958年1月，麗聲劇團）（與何非凡、吳君麗、梁醒波共演）
- 《香囊記》（1958年6月，麗聲劇團）（與何非凡、吳君麗、麥炳榮共演）
- 《亂世嫦娥》（1959年9月，新艷陽劇團）（與陳錦棠、芳艷芬、歐陽儉共演）
- 《鳳求凰劇團：油麻地街坊福利會籌款》（1969年11月，廣東道臨時球場）（與麥炳榮、譚蘭卿、黃千歲、靚次伯共演）
  - 《鳳閣恩仇未了情》（11月26日）
  - 《慧劍續情絲》（11月27日）
  - 《刁蠻元帥莽將軍》（11月28日）
  - 《鳳凰裙下龍虎鬥》（11月29日）
  - 《榮歸衣錦鳳求凰》（11月30日）
- 《新馬劇團：中區持牌小販聯誼會籌款》（1970年5月）（與新馬師曾、靚次伯、梁醒波、李香琴共演）
- 《補賀天后寶誕神功戲》（1972年5月，屯門青山）（與鄧碧雲、梁醒波、尤聲普、任冰兒共演）
- 《大龍鳳劇團：殺妻還妻》（1973年6月）（與麥炳榮、梁醒波、賽麒麟、劉月峰共演）
- 《保良局粵劇義演大會》（1974年12月，香港大會堂）（與麥炳榮、梁醒波、靚次伯、劉月峰共演）
  - 《劍底還貞》（12月12日）
- 《鳳求凰劇團：北角街坊福利會籌款》（1975年2月，陳樹渠大會堂）（與麥炳榮、任冰兒、新海泉、劉月峰共演）
  - 《金鳳銀龍迎新歲》（2月16日）
  - 《劍底還貞》（2月17日）
  - 《榮歸衣錦鳳求凰》（2月18日）
  - 《刁蠻元帥莽將軍》（2月19日）
  - 《鳳閣恩仇未了情》（2月20日）
- 《鳳求凰劇團：長沙灣街坊會演戲大會》（1976年2月）（與麥炳榮、任冰兒、新海泉、劉月峰共演）
- 《鳳求凰劇團：保良局百週年籌款大會第四晚》（1977年11月）（與麥炳榮、梁醒波、靚次伯、劉月峰共演）
  - 《鳳閣恩仇未了情》（11月12日）
- 《香港藝術節協會：第七屆香港藝術節》（1979年3月，香港大會堂）（與新馬師曾、靚次伯、任冰兒、劉月峰、梁醒波共演）
  - 《啼笑姻緣》（3月5日）
  - 《胡不歸》（3月6日）
  - 《宋江怒殺閻婆惜》（3月7日）
  - 《一把存忠劍》（3月8日）
  - 《鳳燭燒殘淚未乾》（3月9日）
- （1979年4-5月，坑口）（與麥炳榮、劉月峰、新海泉共演）
  - 《六國大封相》、《龍虎楚霸城》（4月27日）
  - 《梟雄虎將美人恩》（4月28日）
  - 《春風帶得歸來燕》（4月29日）
  - 《雙雄霸虎都》（日場）；《慧劍續情絲》（夜場）（4月30日）
  - 《紅綾冤》（夜場）（5月1日）
- 《香港藝術節協會：第八屆香港藝術節》（1980年2月，香港大會堂）（與麥炳榮、靚次伯、新海泉、任冰兒共演）
  - 《金鳳引銀龍》（2月10日）
  - 《燕歸人未歸》（2月11日）
  - 《梟雄虎將美人恩》（2月12日）
  - 《鳳閣恩仇未了情》（2月13日）
  - 《蓋世雙雄霸楚城》（2月14日）
- 《喜龍鳳劇團》（1982年1-2月）（與麥炳榮、劉月峰、高麗共演）
  - 《六國大封相》、《榮歸衣錦鳳求凰》（1月25日）
  - 《雙珠鳳》（日場）；《鳳閣恩仇未了情》（夜場）（1月26日）
  - 《雙龍丹鳳霸皇都》（日場）；《刁蠻元帥莽將軍》（夜場）（1月27日）
  - 《龍城虎將振聲威》（日場）；《十年一覺揚州夢》（夜場）（1月28日）
  - 《金釵引鳳凰》（日場）；《飛上枝頭變鳳凰》（夜場）（1月29日）
  - 《艷城長照牡丹紅》（日場）；《慧劍續情絲》（夜場）（1月30日）
  - 《寶劍重揮萬丈紅》（日場）；《劍底娥媚是我妻》（夜場）（1月31日）
  - 《雪蝶懷香記》（日場）；《黃飛虎反五關》（夜場）（2月1日）
- 《寶人和劇團》（1984年2月，美孚百麗殿）（與麥炳榮、阮兆輝、高麗共演）
  - 《六國大封相》、《刁蠻元帥莽將軍》（2月2日）
  - 《榮歸衣錦鳳求凰》（2月3日）
  - 《雙龍丹鳳霸皇都》（日場）；《鳳閣恩仇未了情》（夜場）（2月4日）
  - 《十年一覺揚州夢》（夜場）（2月5日）
  - 《十奏嚴嵩》（2月6日）
  - 《三審武探花》（2月7日）
  - 《金釵引鳳凰》（日場）；《黃飛虎反五關》（夜場）（2月8日）

## 電影演出
- 神俠金羅漢（1950年）
- 情憎（1950年）
- 七虎渡金灘（上集）（1951年）
- 七虎渡金灘（下集）（1951年）
- 歌唱十二釵（1952年）
- 行正桃花運（1953年）
- 孝子扮新娘（1953年）
- 胡不歸（1953年）
- 光棍姻緣（1953年）
- 代代平安（1953年）
- 黃飛鴻一棍伏三霸（1953年）... 莫文鳳
- 無端端發達（1953年）
- 拉車被辱（1953年）
- 偷雞奉母（1953年）
- 佛前燈照狀元紅（1953年）
- 富士山之戀（1954年）
- 乞米養狀元（1954年）
- 春滿乾坤福滿門（1954年）
- 假鳳鶯迷（1954年）
- 閻瑞生（1954年）
- 大觀園（1954年）
- 紅裙淚（1954年）
- 皇天不負好心人（1954年）
- 爸爸萬歲（1954年）
- 桃紅柳緣燕嬉春（1954年）
- 玉女懷胎十八年（1954年）
- 錯燒龍鳳燭（1954年）
- 善惡到頭終有報（1954年）
- 林黛玉魂歸離恨天（1954年）
- 拗碎靈芝（1955年）
- 九指怪魔（1955年）
- 鍾無艷（1955年）
- 兒孫福（1955年）
- 背解紅羅（1955年）
- 人頭奇案（1955年）
- 新馬仔瓜棚遇鬼（1955年）
- 繅絲女（1955年）
- 孤兒行（1955年）
- 血洗少林刀（1955年）
- 鴻運喜當頭（1955年）
- 花都綺夢（1955年）
- 雄寡婦（1955年）
- 痲婆尋仔（1955年）
- 紫霞杯（1955年）
- 關公月下釋貂蟬（1956年）
- 陶三春困城（1956年）
- 莊周蝴蝶夢（1956年）
- 朱買臣衣錦榮歸（1956年）
- 斬龍遇仙（1956年）
- 星洲艷跡（1956年）
- 狂風暴雨吊寒梅（1956年）
- 武松血濺獅子樓（1956年）
- 花神（1957年）
- 無頭東宮生太子（下集大結局）（1957年）
- 苦鳳鶯憐（1957年）
- 烈女春香（1957年）
- 無頭東宮生太子（上集）（1957年）
- 蘇后解紅羅天齊寺會母（下集大結局）（1957年）
- 劍底情鴦（斬經堂）（1957年）
- 豬八戒招親（1957年）
- 蟹美人大鬧水晶宮（1957年）
- 蟹美人（大結局）（1957年）
- 恩愛冤家（1957年）
- 蘇后解紅羅天齊寺會母（上集）（1957年）
- 彩鳳引金龍（1957年）
- 荒唐鏡扭死官（1957年）
- 仙女戲魔王（1957年）
- 無頭東宮救太子（無頭東宮生太子第三集）（1957年）
- 半世老婆奴（1957年）
- 妙善公主（1957年）
- 賣肉養孤兒（1957年）
- 陳宮罵曹（1957年）
- 龍虎門（1957年）
- 關公千里送嫂（1957年）
- 蟹美人（上集）（1957年）
- 女攝青鬼乞米養孤兒（上集）（1958年）
- 七彩海底尋夫骨（1958年）
- 七彩蝴蝶精（1958年）
- 三春審父（1958年）
- 漢宮生死恨（1958年）
- 仙女牧羊（1958年）
- 蛇美人劈山尋太子（上集）（1958年）
- 冰山火線（1958年）
- 女攝青鬼乞米養孤兒（下集大結局）（1958年）
- 馬票女郎（1958年）
- 夫榮妻未貴（1958年）
- 狸貓換太子（1958年）
- 南洋阿伯（1958年）
- 大冬瓜（1958年）
- 正德皇夜探龍鳳店（1958年）
- 三娘教子（1958年）
- 一把存忠劍（1958年）
- 泥馬渡康生（1958年）
- 蛇美人劈山尋太子（下集）（1958年）
- 天河配（1958年）
- 海角紅樓（1958年）
- 清官斬節婦（1958年）
- 金殿福星（1958年）
- 芙蓉恨（1958年）
- 白兔會（1959年）
- 金殿審人頭（上集）（1959年）
- 墓美人火燒棺材精（下集大結局）（1959年）
- 楊八妹取金刀（1959年）
- 神眼東宮認太子（上集）（1959年）
- 終歸有日龍穿鳳（1959年）
- 墓美人火燒棺材精（上集）（1959年）
- 武松打虎（1959年）
- 王先生著錯老婆鞋（1959年）
- 有仔萬事足（1959年）
- 生死連枝（下集大結局）（1959年）
- 包公夜審行屍（1959年）
- 妹仔王掛帥平西（1959年）
- 安祿山夜祭貴妃墳（1959年）
- 金殿審人頭（大結局）（1959年）
- 孝感動家姑（1959年）
- 琴姑（上集）（1959年）
- 鵬程萬里（十八羅漢收大鵬）（1959年）
- 神眼東宮認太子（大結局）（1959年）
- 紅菱巧破無頭案（1959年）
- 桂枝告狀（1959年）
- 沙三少情殺譚阿仁（1959年）
- 四郎探母（1959年）
- 石頭太子篡位（白髮蘇娘大結局）（1959年）
- 金釵引鳳凰（1959年）
- 黑市姑爺（1959年）
- 王先生行正桃花運（1959年）
- 燕子卸來燕子箋（1959年）
- 白髮蘇娘懷石胎（1959年）
- 夫妻和順玩（1959年）
- 一枝紅艷露凝香（1959年）
- 生死連枝（上集）（1959年）
- 琴姑（下集大結局）（1959年）
- 鳳燭燒殘淚未乾（1959年）
- 琴挑誤（上集）（1960年）
- 淚娉婷（上集）（1960年）
- 猩猩女飛馬斬魔龍（上集）（1960年）
- 苦兒救母（1960年）
- 陰陽河會妻（1960年）
- 琴挑誤（下集）（1960年）
- 三鳳求凰（1960年）
- 苦命女雪夜尋夫（1960年）
- 飄萍恨（上集）（1960年）
- 望兒亭（上集）（1960年）
- 苦心蓮（下集）（1960年）
- 富貴榮華（1960年）
- 小寶寶七戲烏龍王（1960年）
- 神燈（1960年）
- 鴛鴦江遺恨（下集）（1960年）
- 飛頭公主滴血救親夫（1960年）
- 冷暖親情（下集）（1960年）
- 紅粉冤情（1960年）
- 猩猩女飛馬斬魔龍（下集）（1960年）
- 淚娉婷（下集）（1960年）
- 冷暖親情（上集）（1960年）
- 五兒哭墳（1960年）
- 藍袍惹桂香（1960年）
- 望兒亭（下集）（1960年）
- 小俠紅蝴蝶（1960年）
- 白蛇女碎屍還孽債（上集）（1960年）
- 第八才子花箋記（1960年）
- 忠孝雙全並蒂花（1960年）
- 三把憐香劍（1960年）
- 金麒麟五福臨門（1960年）
- 血掌奪親兒（1960年）
- 鬼媳婦（1960年）
- 鴛鴦江遺恨（上集）（1960年）
- 苦心蓮（上集）（1960年）
- 飛頭公主雷電鬥飛龍（1960年）
- 雷電出孤兒（1960年）
- 骨肉情深姊妹花（1960年）
- 蠻女賣相思（1960年）
- 一命救全家（1961年）
- 血掌殺姑案（1961年）
- 小狀元（1961年）... 李蔡氏
- 天山猿女（1961年）
- 小俠紅蝴蝶（下集）（1961年）
- 十三歲封王（1961年）
- 相見歡（1961年）
- 義乞存孤（1961年）... 蔡后
- 威震江湖八卦刀（1961年）
- 百戰榮歸迎彩鳳（1961年）
- 小俠白金龍（1961年）
- 龍鳳嬉春（1961年）
- 女俠草上飛（1961年）
- 十年一覺楊州夢（1961年）
- 飄萍恨（下集）（1961年）
- 鬼仔報親仇（1961年）
- 花木蘭（1961年）
- 血淚種情花（1961年）
- 三戰定江山（1961年）
- 夫證妻凶（1961年）
- 雷克探案之血影驚魂（1961年）
- 小甘羅拜相（1961年）
- 天賜福星（1961年）
- 一文錢（1961年）
- 火海勝字旗（1962年）
- 木偶公主（1962年）... 東宮王后
- 巧鳳試郎心（1962年）
- 英雄掌上野荼薇（1962年）
- 刁蠻元帥莽將軍（1962年）
- 仙鶴神童救母斬蛟龍（1962年）
- 石鬼仔出世（1962年）
- 珠樓錯（1962年）
- 財神到（1962年）
- 仗義還妻（大結局）（1962年）
- 方世玉武當山招親（1962年）
- 春花長好月長圓（1962年）
- 小偵探（1962年）
- 打死不離親兄弟（1962年）
- 鳳閣恩仇情未了（1962年）
- 仙鶴神針新傳（上集）（1962年）
- 梨渦一笑九重冤（1962年）
- 小甘羅拜相（大結局）（1962年）
- 沉冤得雪（1962年）
- 方世玉擂台救母（1962年）
- 福祿雙星（1962年）
- 雙龍丹鳳霸皇都（1962年）
- 仗義還妻（上集）（1962年）
- 劍俠金縷衣（下集）（1963年）
- 仙鶴神針新傳（下集）（1963年）
- 王戒神魔（1963年）
- 火燒紫凌宮（1963年）
- 春風得意鳳和鳴（1963年）... 上官雲珠
- 妙賊（1963年）
- 雙雄震九洲（1963年）
- 骨肉恩情（1963年）
- 紅線女夜盜寶盒（1963年）
- 神俠鬧金鑾（1963年）
- 還我山河還我妻（1963年）
- 鐵馬神龍（1963年）
- 血洗蝴蝶鏢（1963年）... 白如冰
- 萬惡淫為首（1963年）
- 紫霞杯（1963年）... 張英
- 萬事勝意（1963年）
- 五諫刁妻（1963年）
- 不斬樓蘭誓不還（1963年）
- 御貓大戰錦毛鼠（1963年）
- 楊八姐鬧金鑾（1963年）
- 香城九鳳（1964年）
- 英雄情淚保山河（1964年）
- 玉龍三戲胭脂虎（1964年）
- 龍翔鳳舞慶新春（1964年）
- 秦香蓮（1964年）
- 霹靂薔薇（上集）（1964年）
- 陣陣美人威（1964年）
- 荒江三女俠（1965年）
- 一滴俠義血（上集）（1965年）
- 一滴俠義血（下集）（1965年）
- 觀音得道香花山大賀壽（1966年）
- 免死金牌（1968年）

## 電視節目主持
- 《各位觀眾, 鳳凰女小姐》（26集）（1975-1976年，無線電視）
- 《女人妙到極》（1978年，無線電視）

## 電視劇集演出
- 《師姐出馬》 飾 馮蝦女（1978-1979年，無線電視）

## 電視節目演出
- 《雙星報喜》（1971年，無線電視）
- 《六一八雨災賑災匯演》（1972年，無線電視）
- 《歡樂滿東華》
  - （1979年，無線電視）
  - 《啼笑姻緣：誤會還金》（1982年，無線電視）
- 《歡樂今宵》 「旋轉娛樂圈」嘉賓（1984年，無線電視）
- 《棋逢敵手》嘉賓（1985年，無線電視）

## 舞台演出
- 《搞笑奇兵》（1985年）

## 電台節目主持（商業電台）
- 女姐女姐我問你（4/4/1988 - 4/11/1988）

## 外部連結
- 廣東大戲名伶
- 鳳凰女在互联网电影资料库（IMDb）上的資料（英文）
- 鳳凰女在香港影庫上的簡介